# Michael Apochi
Michael Ekwoy Apochi (ur. 6 sierpnia 1960 w Ichama) – nigeryjski duchowny katolicki, biskup Otukpo od 2003.

## Życiorys
Święcenia kapłańskie przyjął 19 lipca 1986. Pracował przede wszystkim w seminariach w Makurdi (m.in. jako ekonom) oraz w Jos (gdzie był rektorem).
17 grudnia 2002 papież Jan Paweł II mianował go biskupem ordynariuszem Otukpo. Sakry biskupiej udzielił mu 23 lutego 2003 metropolita Abudży - arcybiskup John Onaiyekan.